# Helen Dunbar
Helen Dunbar (Filadèlfia (Pennsilvània), 10 d’octubre de 1863 – Los Angeles (Califòrnia) 28 d’agost de 1933) va ser una actriu de teatre i cinema mut estatunidenca.

## Biografia
Katheryn Burke Lackey (nom real de l’actriu) va néixer a Filadèlfia el 1863. Inicià la seva carrera teatral als 16 anys en una operata còmica. Després romangué durant set anys dins de la companyia Weber & Fields Stock Company a Nova York. Més endavant també va treballar amb les companyies de Charles Dillingham i de la Boston Opera Company. Inicià la seva carrera cinematogràfica el 1912 amb “The Hospital Baby” de l’ Essanay Film Manufacturing Company. Posteriorment passà a estar contractada per la Metro i més tard per la Famous Players-Lasky. La seva darrera pel·lícula fou "Stranded in Paris" (1926). Es retirà després d’haver participat en més de 150 pel·lícules i morí d’una afecció cardíaca derivada d’una nefritis i artritis a Los Angeles als 69 anys.

## Filmografia parcial
- Dear Old Girl (1913)
- One Wonderful Night (1914)
- The Ambition of the Baron (1915)
- Graustark (1915)
- The Second in Command (1915)
- The Silent Voice (1915)
- Man and His Soul (1916)
- A Corner in Cotton (1916)
- A Million A Minute (1916)
- A Virginia Romance (1916)
- Molly Entangled (1917)
- The Shuttle  (1918)
- Blindfolded (1918)
- Cyclone Higgins, D.D. (1918)
- Maid o' the Storm (1918)
- Inside the Lines (1918)
- Hitting the High Spots (1918)
- The Squaw Man (1918)
- Jane Goes A-Wooing (1919)
- All Wrong (1919)
- Venus in the East (1919)
- The Winning Girl (1919)
- Common Clay (1919)
- Josselyn's Wife (1919)
- Fires of Faith (1919)
- Men, Women, and Money (1919)
- Fighting Through (1919)
- God's Outlaw (1919)
- Young Mrs. Winthrop (1920)
- The City of Masks (1920)
- You Never Can Tell (1920)
- Behold My Wife! (1920)
- The Furnace (1920)
- Sham (1921)
- Sacred and Profane Love (1921)
- The Great Moment (1921)
- Her Winning Way (1921)
- The Law and the Woman (1922)
- The Man of Courage (1922)
- The World's Champion (1922)
- Beyond the Rocks (1922)
- The Impossible Mrs. Bellew (1922)
- Thirty Days (1922)
- The Cheat (1923)
- Hollywood (1923)
- The Call of the Canyon (1923)
- Three Weeks (1924)
- The Fighting Coward  (1924)
- Changing Husbands (1924)
- New Lives for Old (1925)
- She Wolves (1925)
- Siege (1925)
- His Majesty, Bunker Bean (1925)
- Compromise (1925)
- Lady Windermere's Fan (1925)
- Rose of the World (1925)
- The Reckless Sex (1925)
- His Jazz Bride (1926)
- The Beautiful Cheat (1926)
- The Man Upstairs (1926)
- Fine Manners (1926)
- Meet the Prince (1926)
- Stranded in Paris (1926)